# Sa Nur
Sa Nur ((he)שא-נור, littéralement porte-flambeau) est une colonie israélienne située en Palestine, dans la partie nord de la Cisjordanie administrée par le conseil régional de Shomron.
En septembre 2005, les 105 résidents ont été expulsés et les soldats de l'armée israélienne ont commencé le démantèlement au titre du Plan de désengagement unilatéral. La démolition de Sa Nur et d'Homesh a marqué la fin de la partie centrale du Plan. La seule structure qui subsistait, une synagogue, a été enterrée.
Depuis la démolition, des groupes religieux sionistes ont essayé de retourner à Sa Nur pour refonder une communauté. La tentative la plus importante a eu lieu le 8 mai 2008. Un groupe de 150 personnes, dont de nombreux anciens résidents, ont pénétré de nuit à Sa Nur. 
La colonie est officiellement légalisée en mai 2025 par Israël. Le 30 mai, à la suite des propos du président français Emmanuel Macron sur une possible reconnaissance de l’État palestinien, le ministre israélien de la Défense Israël Katz se rend dans la colonie et affirme : « un message clair à Macron et à ses amis. Le 'papier' [attestant la reconnaissance d'un État palestinien] sera jeté à la poubelle de l'histoire, et l'État d'Israël prospérera et fleurira. Nous construirons ici l'État juif ». 